# Волость (Северодвинск (городской округ))
Волость — деревня в Архангельской области. Входит в состав муниципального образования «Северодвинск».

## География
Деревня находится в 15 км к югу-западу от Северодвинска на берегу озера Кудьмозеро. Возле деревни расположено озеро Верхнее Трестяное. 

### Часовой пояс
Деревня Волость, как и вся Архангельская область, находится в часовой зоне МСК (московское время). Смещение применяемого времени относительно UTC составляет +3:00.

## Население
| 2002 | 2010 |
| ---- | ---- |
| 12   | ↗16  |

## Инфраструктура
Через деревню Волость проходит Кудемское шоссе, на котором находится автобусная остановка. Кроме того, возле Кудьмозеро в деревне находится станция Волость КУЖД.

## Достопримечательности
В деревне находятся Смоленская церковь, Памятник жителям д. Большая Кудьма, погибшим на фронтах Второй мировой войны.

## Галерея

Волость
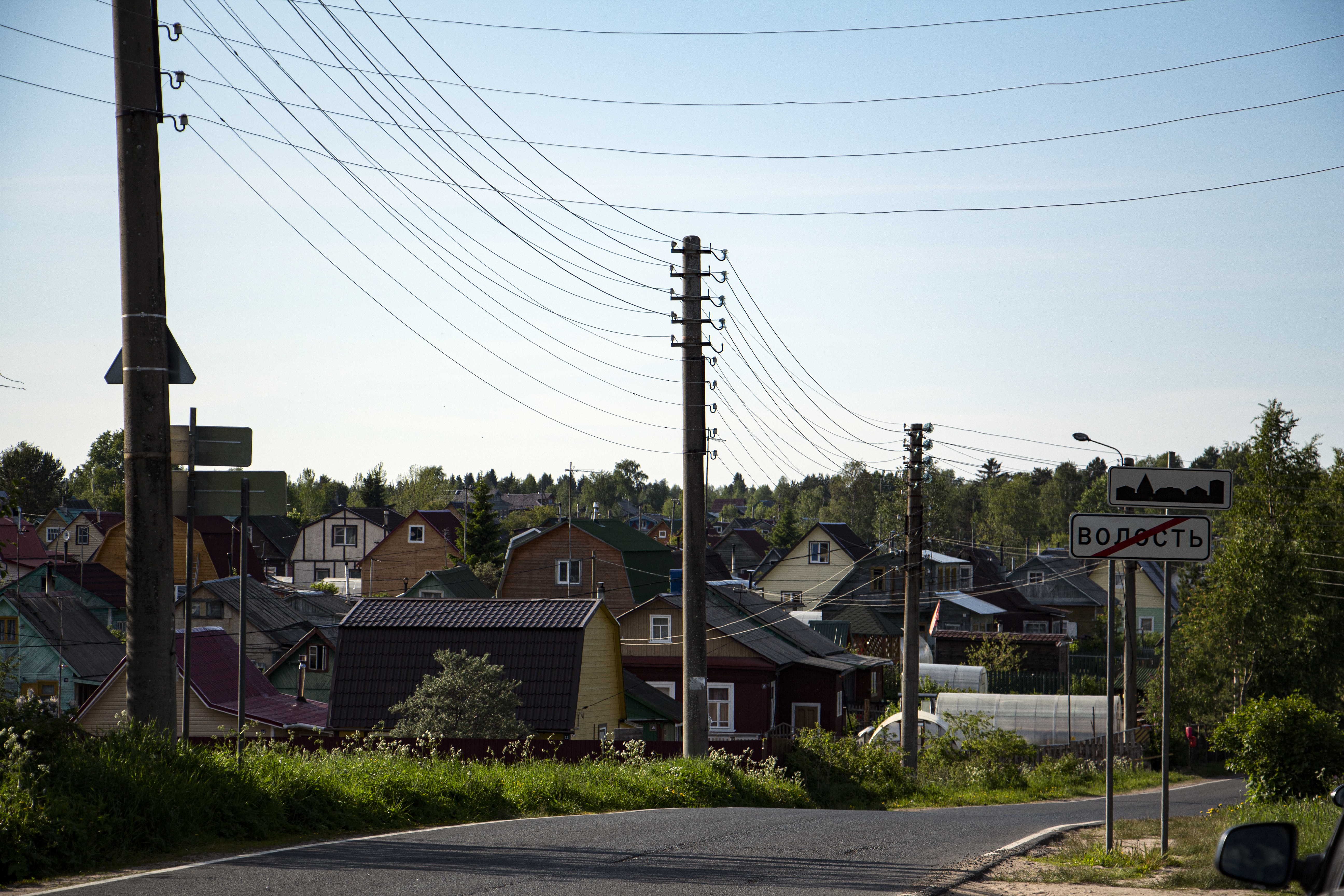
Конец Волости
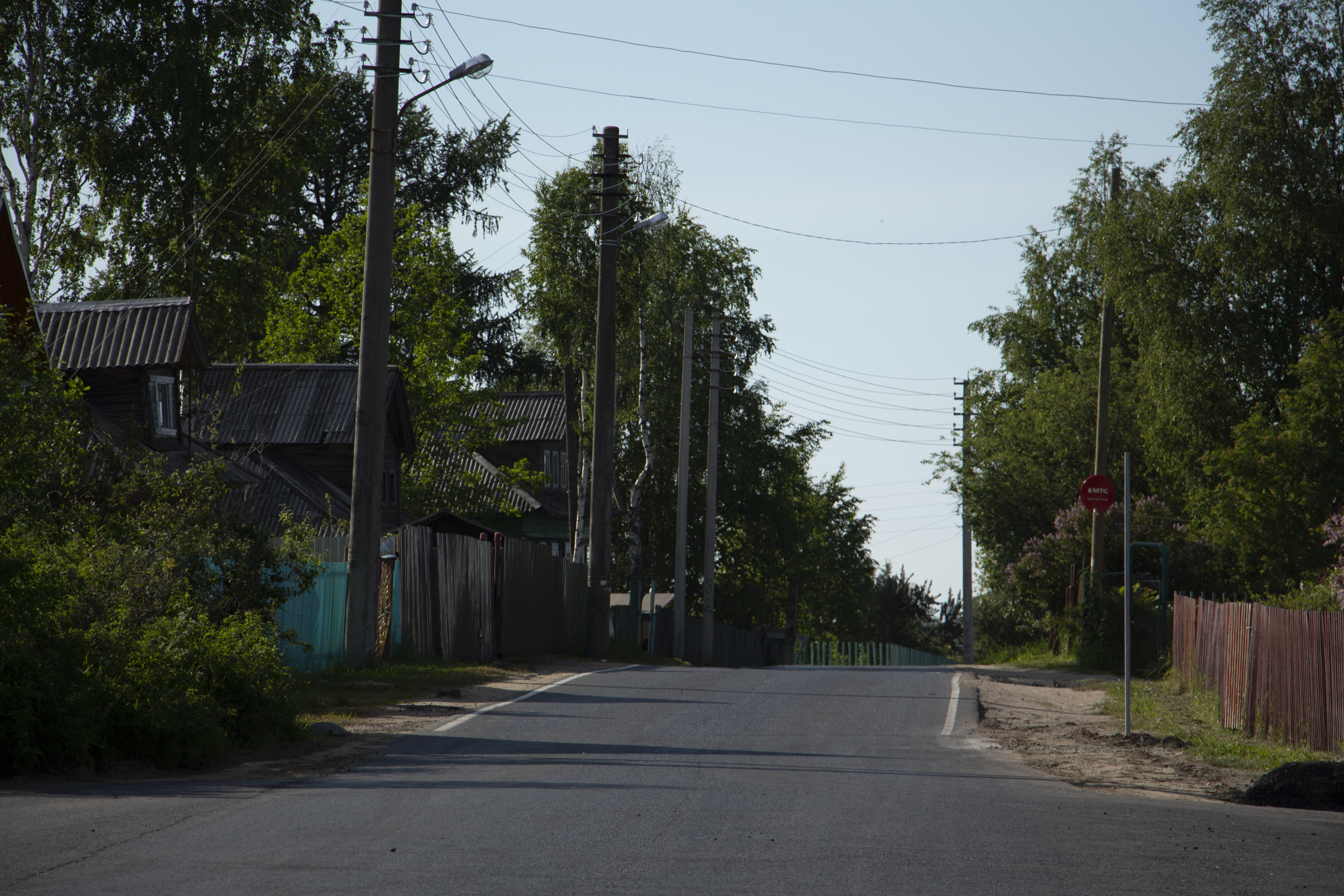
Кудемское шоссе в деревне Волость
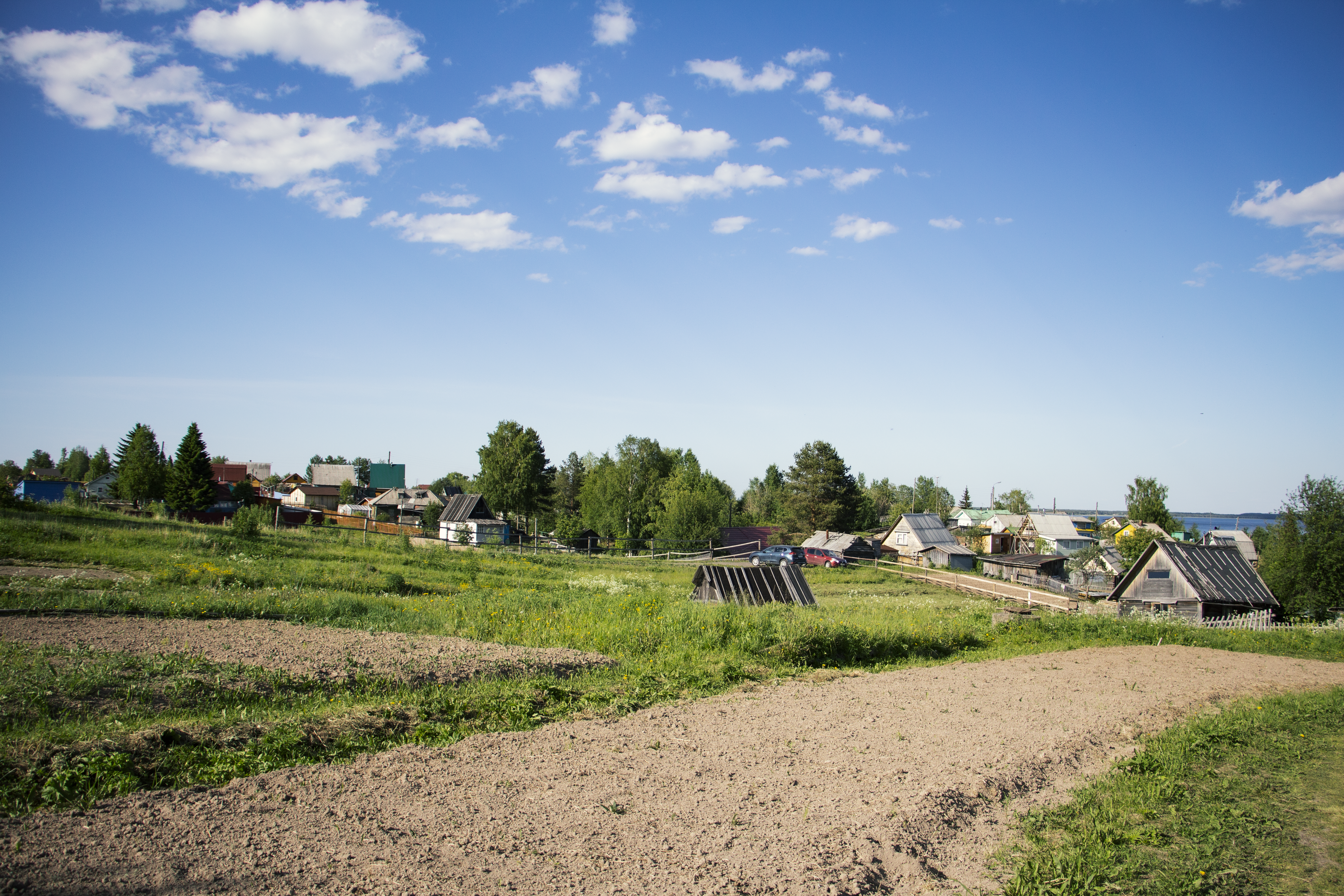
Окрестности Волости

### Карты
- Топографическая карта Q-37-128,129,130. Архангельск — 1 : 100 000
- Топографическая карта Q-37-33_34.
- Солза. Публичная кадастровая карта